# Surplomb (géologie)
Pour les articles homonymes, voir Surplomb.
Ne doit pas être confondu avec Corniche.

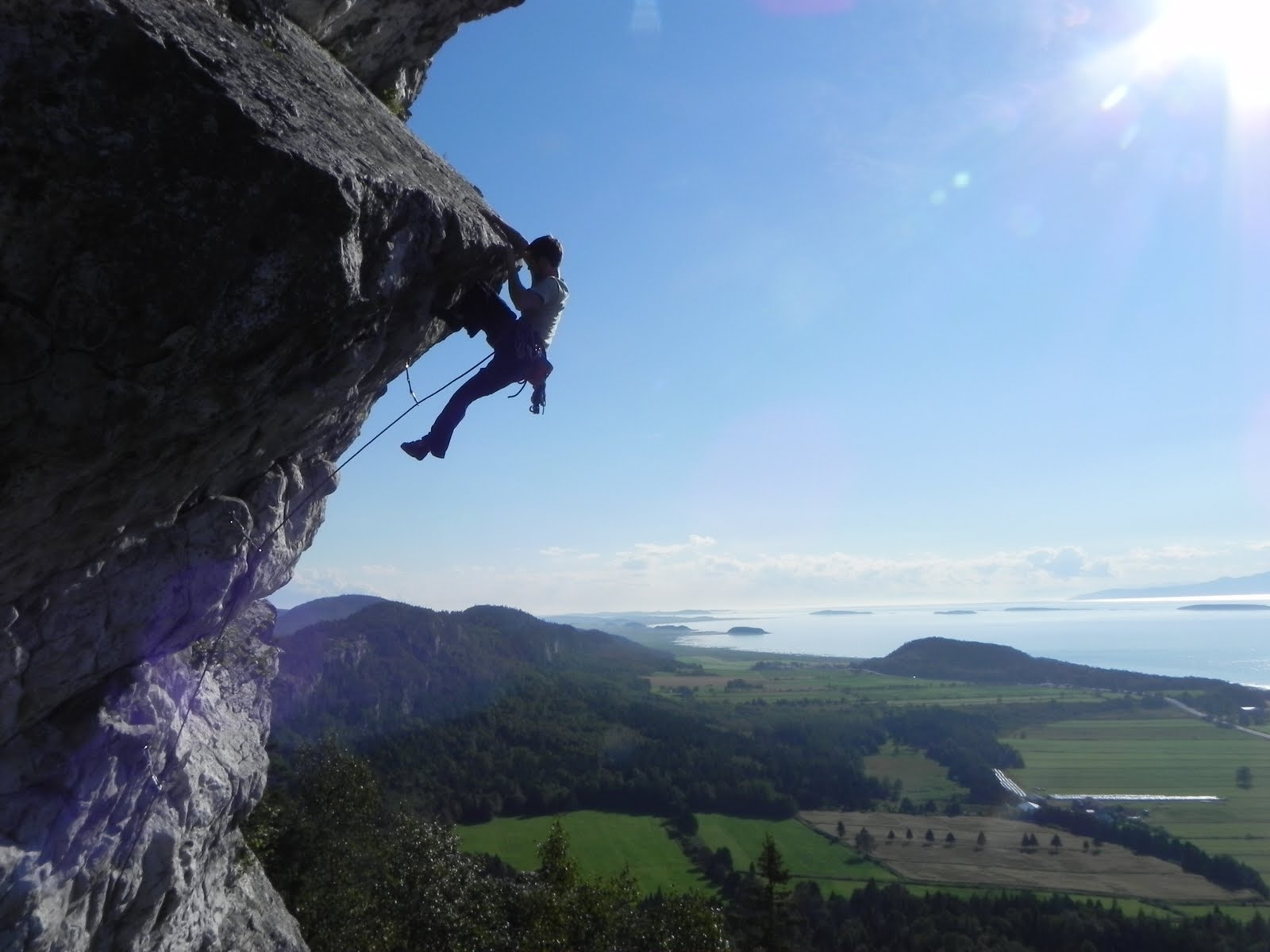
Un grimpeur escaladant un surplomb.

Un surplomb est, en géologie, une falaise (ou une partie de paroi) présentant une pente supérieure à 90°, c'est-à-dire à la verticale. Les surplombs particulièrement sévères, qui atteignent l'horizontale, sont désignés sous le terme de « toit ».

## Formation
Un surplomb n'est pas créé lors de la formation rocheuse. Il peut être formé par un évènement tectonique : fracturation des roches, soulèvement du socle rocheux d'une falaise. Un surplomb peut aussi être formé par l'effondrement de la partie inférieure d'une falaise (différence de cohésion rocheuse, action du gel...) ou par l'érosion d'une rivière.